# Psittacula wardi
Psittacula wardi là một loài chim trong họ Psittacidae.
Đây là một loài vẹt đã tuyệt chủng, là loài đặc hữu của Seychelles ở Ấn Độ Dương. Loài này đã được nhà điểu học người Anh Edward Newton  đặt danh pháp khoa học là Palaeornis wardi vào năm 1867, và tên cụ thể này nhằm tôn vinh ủy viên dân sự người Anh Swinburne Ward, người đã mua các mẫu vật để làm cơ sở cho mô tả. Loài này đã được tìm thấy trên các đảo Mahé, Silhouette, và có thể cả Praslin. Mười mẫu da tồn tại ngày nay, nhưng không có bộ xương. Mặc dù sau đó loài này đã được chuyển sang chi Psittacula, các nghiên cứu di truyền đã khiến một số nhà nghiên cứu cho rằng nó nên thuộc về Palaeornis đã được phục hồi cùng với loài vẹt má vàng (P. eupatria) có họ hàng gần ở châu Á.